# Jochanan ha-Sandelar
R. Jochanan ha-Sandelar (auch: Hassandelar oder Hassandlar = „der Sandalenmacher“, evtl. aber auch abgeleitet von seinem Heimatort Alexandrien) war ein jüdischer Gelehrter des Altertums, wird zu den Tannaiten der dritten Generation gezählt und wirkte im zweiten nachchristlichen Jahrhundert.
Er war Schüler Rabbi Akibas und stolz darauf, mit diesem intensiven Umgang gepflegt zu haben. Als Rabbi Akiba während der hadrianischen Religionsverfolgung im Gefängnis eingesperrt war und man unbedingt dessen Ratschlag in einer Chaliza-Angelegenheit (Schwagerehe) haben wollte, soll Jochanan sich als Hausierer verkleidet und unter Akibas Gefängnisfenster ausgerufen haben: „Wer will Nadeln kaufen, wer will Haken kaufen, wie steht es um eine Chaliza, die unter vier Augen stattfand?“ Daraufhin soll Akiba die Stimme seines Schülers erkannt und diesem die Entscheidung zugerufen haben.
Die Zahl der von Jochanan überkommenen Halachot ist gering, Aggadisches von ihm gar nicht bekannt.